# 1927 год в автомобилестроении
Список событий в автомобилестроении в 1927 году.

## События
- 26 марта — в Италии стартовала первая Милле Милья (Mille Miglia) 1000-мильная гонка от Брешиа до Рима и обратно. Проводилась она до 1957 года по дорогам общего пользования, которые даже не закрывались на время проведения соревнований. Благодаря ей стали популярны автомобили типа Гран-туризмо, способные долгое время двигаться с высокой скоростью. С 1977 года Милле Милья была возрождена как соревнование раритетных автомобилей.[1].
- 14 апреля — из заводских ворот выехал первый Volvo, «Четырёхцилиндровый открытый автомобиль» ÖV 4 (Öppen Vagn 4 cylindrar). Кабриолет не очень понравился покупателям и уже летом появился автомобиль с закрытым кузовом. Иногда эти модели называют «Якоб», так как их первый прототип был собран в День святого Якоба двумя годами ранее[2].
- 26 мая — Генри и Эдсел Форд выводят 15-миллионную модель Т со сборочного конвейера в Хайленд Парке[англ.], официально огласив окончание выпуска автомобиля. Общее количество произведенных на заводах Ford «Жестянок Лиззи» составило 15 458 781 штук[3].
- 18 июня — официально открыт трек Нюрбургринг, легендарная гоночная трасса в Германии, построенная рядом с посёлком Нюрбург[4].
- 1 ноября — на заводе Ford началось производство Модели А, принципиально нового автомобиля, заменившего знаменитую Модель Т[5].

## Представлены новые автомобили
- НАМИ-1
- Adler Standard 6
- Bentley 4½ Litre
- Fiat 520
- Ford Model A
- Ford Model AA
- LaSalle
- Mercedes-Benz S
- Renault Monasix
- Škoda 125
- Volvo ÖV4/PV4